# SC Condor Hamburg
SC Condor Hamburg is een sportvereniging uit de Duitse stad Hamburg met onder andere afdelingen voor bowling, boksen, dansen, handbal, karate, nordic walking, tafeltennis, tennis, turnen, voetbal en volleybal.

## Geschiedenis
De club werd in 1956 opgericht door ontevreden leden van Farmsener TV. De club werd buiten Hamburg ook bekend voor zijn voetbalafdeling, al staat die wel in de schaduw van grotere clubs uit de stad. In 1975/76 bereikte de club de eerste ronde van de DFB-Pokal en verloor daar met 0-4 van toenmalige tweedeklasser Wattenscheid. De club speelde 28 jaar in de Oberliga alvorens het in 2019 degradeerde naar de Landesliga Hamburg.

## Eindklasseringen vanaf 1973
| Seizoen | Competitie                          | Niveau | Eindstand | DFB Pokal | Opmerking                                                                   |
| ------- | ----------------------------------- | ------ | --------- | --------- | --------------------------------------------------------------------------- |
| 1972/73 | Amateurliga Hamburg Hammonia        | IV     | 10        | --        |                                                                             |
| 1973/74 | Amateurliga Hamburg Hammonia        | IV     | 9         | --        | invoering Oberliga Nord                                                     |
| 1974/75 | Amateurliga Hamburg Hammonia        | V      | 8         | --        |                                                                             |
| 1975/76 | Amateurliga Hamburg Hansa           | V      | 5         | 1e ronde  | < SG Wattenscheid 09: 0-4                                                   |
| 1976/77 | Amateurliga Hamburg Hansa           | V      | 14        | --        |                                                                             |
| 1977/78 | Amateurliga Hamburg Hansa           | V      | 13        | --        |                                                                             |
| 1978/79 | Landesliga Hansa                    | V      | 13        | --        |                                                                             |
| 1979/80 | Landesliga Hansa                    | V      | 14        | --        |                                                                             |
| 1980/81 | Landesliga Hansa                    | V      | 14        | --        |                                                                             |
| 1981/82 | Bezirksliga Hamburg-Ost             | VI     | 1         | --        |                                                                             |
| 1982/83 | Landesliga Hansa                    | V      | 2         | --        |                                                                             |
| 1983/84 | Verbandsliga Hamburg                | IV     | 15        | --        |                                                                             |
| 1984/85 | Landesliga Hansa                    | V      | 6         | --        |                                                                             |
| 1985/86 | Landesliga Hansa                    | V      | 2         | --        |                                                                             |
| 1986/87 | Landesliga Hansa                    | V      | 6         | --        |                                                                             |
| 1987/88 | Landesliga Hansa                    | V      | 14        | --        |                                                                             |
| 1988/89 | Bezirksliga Hamburg-Ost             | VI     | 1         | --        |                                                                             |
| 1989/90 | Landesliga Hansa                    | V      | 3         | --        |                                                                             |
| 1990/91 | Landesliga Hansa                    | V      | 1         | --        |                                                                             |
| 1991/92 | Verbandsliga Hamburg                | IV     | 12        | --        |                                                                             |
| 1992/93 | Verbandsliga Hamburg                | IV     | 10        | --        |                                                                             |
| 1993/94 | Verbandsliga Hamburg                | IV     | 11        | --        |                                                                             |
| 1994/95 | Verbandsliga Hamburg                | V      | 4         | --        |                                                                             |
| 1995/96 | Verbandsliga Hamburg                | V      | 1         | --        |                                                                             |
| 1996/97 | Oberliga Hamburg/Schleswig-Holstein | IV     | 15        | --        |                                                                             |
| 1997/98 | Verbandsliga Hamburg                | V      | 8         | --        |                                                                             |
| 1998/99 | Verbandsliga Hamburg                | V      | 4         | --        |                                                                             |
| 1999/00 | Verbandsliga Hamburg                | V      | 4         | --        |                                                                             |
| 2000/01 | Verbandsliga Hamburg                | V      | 4         | --        |                                                                             |
| 2001/02 | Verbandsliga Hamburg                | V      | 12        | --        |                                                                             |
| 2002/03 | Verbandsliga Hamburg                | V      | 6         | --        |                                                                             |
| 2003/04 | Verbandsliga Hamburg                | V      | 4         | --        |                                                                             |
| 2004/05 | Verbandsliga Hamburg                | V      | 9         | --        |                                                                             |
| 2005/06 | Verbandsliga Hamburg                | V      | 9         | --        |                                                                             |
| 2006/07 | Hamburg-Liga                        | V      | 4         | --        |                                                                             |
| 2007/08 | Hamburg-Liga                        | V      | 10        | --        |                                                                             |
| 2008/09 | Oberliga Hamburg                    | V      | 10        | --        |                                                                             |
| 2009/10 | Oberliga Hamburg                    | V      | 9         | --        |                                                                             |
| 2010/11 | Oberliga Hamburg                    | V      | 4         | --        |                                                                             |
| 2011/12 | Oberliga Hamburg                    | V      | 7         | --        |                                                                             |
| 2012/13 | Oberliga Hamburg                    | V      | 5         | --        |                                                                             |
| 2013/14 | Oberliga Hamburg                    | V      | 6         | --        | finalist Hamburger Pokal > USC Paloma Hamburg: 2-3 n.s.                     |
| 2014/15 | Oberliga Hamburg                    | V      | 11        | --        | finalist Hamburger Pokal > HSV Barmbek-Uhlenhorst: 0-2                      |
| 2015/16 | Oberliga Hamburg                    | V      | 7         | --        |                                                                             |
| 2016/17 | Oberliga Hamburg                    | V      | 10        | --        |                                                                             |
| 2017/18 | Oberliga Hamburg                    | V      | 14        | --        |                                                                             |
| 2018/19 | Oberliga Hamburg                    | V      | 17        | --        |                                                                             |
| 2019/20 | Landesliga Hamburg#Hansa            | VI     | 5         | --        | competitie afgebroken i.v.m. coronapandemie.                                |
| 2020/21 | Landesliga Hamburg#Hansa            | VI     | --        | --        | competitie afgebroken i.v.m. coronapandemie. Er wordt geen stand opgemaakt. |
| 2021/22 | Landesliga 3                        | VI     | 8         | --        |                                                                             |
| 2022/23 | Landesliga Hamburg#Hansa            | VI     | 7         | --        |                                                                             |
| 2023/24 | Landesliga Hamburg#Hansa            | VI     | 7         | --        |                                                                             |
| 2024/25 | Landesliga Hamburg#Hansa            | VI     | 3         | --        |                                                                             |
| 2025/26 | Landesliga Hamburg#Hansa            | VI     | .         | --        |                                                                             |